# Боднар Іван
Іван Боднар (нім. Johann Bodnar; 7 грудня 1821, Торгів, нині Золочівського району Львівської області — ?) — селянин, дяк, війт у селі Топорів (нині Буський район, Львівщина, Україна). 
Село Торгів біля Золочева в Галичині, протягом 15 років обіймав посаду місцевого судді. З 1849 року збирав податки з Торгова. Посол трьох скликань парламенту Австро-Угорщини (1867—1873 роки). Обраний польською більшістю Сейму через неписьменність. Представляв сільські громади Золочівського округу (судові повіти Золочів, Глиняни, Лопатин, Броди, Радехів, Буськ, Кам'янка Струмилова, Олесько, Заложці та Зборів).
Посол Галицького сейму 2-го, 3-го скликання (IV курія 44 округу Залізці — Зборів, входив до складу «Руського клубу».). 
У 1898 році був нагороджений Золотим Хрестом Заслуги з нагоди 50-річчя коронації цісаря Франца Йозефа І.".
Помер 1912 року в Торгові, там і похований. 
Його онук Петро був ченцем Краснопущанського монастиря. Родичі зараз Гуляк Ігор Ярославович.